# Aplidium radicosum
Aplidium radicosum är en sjöpungsart som först beskrevs av Monniot 1979.  Aplidium radicosum ingår i släktet Aplidium och familjen klumpsjöpungar. Inga underarter finns listade i Catalogue of Life.